# Harvard (Illinois)
Harvard is een plaats (city) in de Amerikaanse staat Illinois, en valt bestuurlijk gezien onder McHenry County.

## Demografie
Bij de volkstelling in 2000 werd het aantal inwoners vastgesteld op 7996. In 2006 is het aantal inwoners door het United States Census Bureau geschat op 9694, een stijging van 1698 (21,2%).

## Geografie
Volgens het United States Census Bureau beslaat de plaats een oppervlakte van 13,8 km², geheel bestaande uit land. Harvard ligt op ongeveer 292 m boven zeeniveau.

## Plaatsen in de nabije omgeving
De onderstaande figuur toont nabijgelegen plaatsen in een straal van 20 km rond Harvard.